# Giuseppe Malaspina (nobile)
Giuseppe Malaspina (Fosdinovo, ... – Fosdinovo, 1565) è stato un nobile italiano. Figlio di Lorenzo Malaspina, fu il nono marchese di Fosdinovo.

## Biografia
Giuseppe Malaspina era il figlio primogenito del marchese di Fosdinovo Lorenzo Malaspina (1508-1533).
Il marchese di Fosdinovo Giuseppe Malaspina (1533-1565) fu il primo a ottenere tutta l'eredità dal padre, senza dover spartire nulla con gli altri fratelli legittimi, grazie alla primogenitura dell'eredita concessa dall'imperatore Carlo V d'Asburgo durante il marchesato di Lorenzo Malaspina. Sotto il suo marchesato è appurato che vi fossero 535 famiglie a Fosdinovo.

## Discendenza
Sposò nel 1529 Aloisia (Luigia) Doria, nobildonna genovese, figlia di Andrea, che resse il marchesato nei primi anni successivi alla morte del marito (1565-1573), per la tenera età dei figli. Ebbe numerosi figli:
- Bianca (1532-?)[1]
- Lorenzo (1534-?), condottiero al servizio dei Medici[1]
- Ippolito Malaspina[1] (Fosdinovo,1540 - Malta,1625), Ammiraglio, Balì di Napoli, generale delle Galee Pontificie e Gran Maestro dell'Ordine di Malta
- Andrea Malaspina,[1] decimo marchese di Fosdinovo (1565-1610)
- Livia (1536-?)[1]
- Caterina[1]
- Isabella (1542-?), monaca[1]
- Maria Ottavia (1547-?), monaca[1]
- Tommaso (1550-1572), religioso[1]
- Giannettino (1554-?)[1]
- Teodosia (1557-?).[1]